# Mikhaïl Koltsov
Mikhaïl Iefímovitx Koltsov (en rus Михаил Ефимович Кольцов) (Kíiv, 12 de juny [C.J. 31 de maig] de 1898 — Moscou, 2 de febrer de 1940 o 4 d'abril de 1942), nascut Mikhaïl Haimovitx Frídliand (Михаил Хаимович Фридлянд), fou un periodista soviètic.
Era fill d'un sabater jueu i germà de Borís Iefímov. Koltsov va participar en la Revolució russa del 1917, va passar a ser membre del Partit Bolxevic el 1918 i va prendre part en la Guerra Civil Russa. Comunista convençut, aviat es va convertir en una figura clau de l'elit intel·lectual soviètica i possiblement en el periodista més famós de l'URSS, a causa principalment dels seus bons assajos i articles satírics, en els quals criticava la burocràcia i altres fenòmens negatius a la Unió Soviètica. Va estudiar medicina i el 1920 o 1922 va començar a escriure regularment a Pravda. Va fundar revistes populars com Krokodil i Ogoniok i va ser membre de la junta editorial de Pravda.
Com a corresponsal de Pravda, va realitzar nombrosos viatges: Àsia, Hongria, Alemanya o Iugoslàvia, que va descriure en els seus reportatges periodístics. Va viatjar a Espanya en dues ocasions. El primer viatge, entre maig i juliol de 1931, va escriure diversos articles per al diari Pravda, que es van publicar en rus el 1933 amb el títol de La primavera espanyola. El segon viatge, entre agost del 1936 i novembre del 1937, amb l'objectiu de cobrir la Guerra Civil Espanyola, amb l'ajuda de traducció de la miliciana Marina Ginestà, al mateix temps que treballava per a l'NKVD. Autors com Hugh Thomas, citat per Ian Gibson a Paracuellos: cómo fue, el descriuen com a «l'agent personal de Stalin a Espanya, i de vegades tenia línia directa amb el Kremlin». Koltsov apareix en la novel·la d'Ernest Hemingway Per qui toquen les campanes, sota la identitat de «Karkov».
Alguns autors, com Ian Gibson, el consideren el responsable de les matances de Paracuellos, que van tenir lloc a Madrid el novembre i desembre de 1936. Va descriure les seves experiències al llibre Diari de la guerra espanyola, publicat en rus el 1938 i en traducció al castellà el 1963 i el 1978. El 12 de desembre del mateix any, Koltsov va ser detingut, acusat, pel que sembla, per André Marty, la màxima autoritat de les Brigades Internacionals, sota l'acusació d'antisoviètic i de participar en activitats terroristes, durant la Gran Purga. Va ser condemnat a mort i afusellat el 1940 o 1942, segons diferents fonts. Igual que moltes altres víctimes de les purgues de Stalin, Koltsov va ser rehabilitat després de la mort del dictador, el 1954.